# Daniłowiczowie herbu Sas
Daniłowiczowie herbu Sas – rodzina szlachecka pochodząca od rusińskiego bojara „Daniela Dażbohowicza”, który w 1371 roku otrzymał prawa miejskie z ich gospodarstw polskich od węgierskiej królowej Elżbiety Bośniaczki.

## Przedstawiciele rodu
- Stanisław, chorąży lwowski
  - Jan, wojewoda ruski, kasztelan lwowski, krajczy wielki koronny, podczaszy wielki koronny, starosta bełski, buski, korsuński i czehryński
    - Zofia Teofila Sobieska, matka króla Jana III Sobieskiego.
    - Stanisław, starosta korsuński i czehryński

  - Mikołaj, kasztelan lwowski, podskarbi wielki koronny i nadworny koronny, oboźny wielki koronny, marszałek sejmu w 1593, starosta krasnostawski, czerwonogrodzki, parczewski, bielski, chełmski, drohobycki
    - Piotr, stolnik wielki koronny, podstoli wielki koronny, krajczy wielki koronny, starosta parczewski
      - Urszula – druga małżonka dziedzica m.in. Buczacza Jana Potockiego

    - Stanisław, starosta czerwonogrodzki

- Mikołaj Franciszek Daniłowicz – starosta parczewski
  - Aleksander Daniłowicz – starosta parczewski